# Tak mě někdy napadá
Tak mě někdy napadá (v anglickém originále Sometimes a Great Notion) je americký dramatický film z roku 1971, který režíroval Paul Newman a ve kterém hráli Newman, Henry Fonda, Michael Sarrazin a Lee Remick. V obsazení se objevuje také Richard Jaeckel v roli nominované na Oscara.
Scénář Johna Gaye vychází ze stejnojmenného románu Kena Keseyho z roku 1964, který byl první z jeho knih adaptovanou pro filmové plátno. Film se natáčel v západním Oregonu v létě 1970 a do kin byl uveden o více než rok později, v prosinci 1971.

## Děj
Ekonomika fiktivního města Wakonda v Oregonu je ohrožena, když místní odbory vyhlásí stávku proti dřevařskému konglomerátu. Nezávislý dřevorubec Hank Stamper a jeho otec Henry odmítají stávku podpořit, čímž si znepřátelí obyvatele města. Všichni Stampersovi žijí společně, včetně Henryho synovce Joe Bena.
Hank se snaží udržet rodinný podnik, což prohlubuje napětí mezi ním a jeho ženou Viv, která si přeje ukončení sporu. Věci se komplikují návratem Henryho mladšího syna a Hankova nevlastního bratra Leeho, vysokoškoláka s městským životním stylem. Lee, sužovaný depresí a traumatem ze sebevraždy matky, přesvědčuje Viv, aby Hanka opustila.
Když místní sabotují jejich práci a povodně ohrožují jejich podnikání, Lee se připojí k rodině. Při nehodě Henry přijde o ruku a padající strom uvězní Joe Bena, který se utopí, zatímco Hank bezmocně sleduje. Henry v nemocnici umírá po smíření s Leem, jenž pak oznámí Hankovi, že Viv odešla. Zdrcený Hank se zdá být poražený, ale nakonec se rozhodne splavit dřevo sám. Lee se k němu přidá.
Místní obyvatelé očekávají jejich neúspěch, ale bratři triumfují. Na lodi je připevněna Henryho useknutá ruka se zdviženým prostředníkem na znamení vzdoru vůči jejich odpůrcům.